# Hartlíkov
Hartlíkov je osada, součást města Pelhřimov v okrese Pelhřimov v kraji Vysočina. Nachází se v katastrálním území Radňov u Rynárce, asi 8 km jihovýchodně od centra Pelhřimova. V roce 2021 zde žilo 21 obyvatel v osmi domech.
V Hartlíkově je registrováno 12 čísel popisných. Protéká jím Nemojovský potok, který se vlévá do řeky Bělé. U osady se nachází rybník Hájek a čtyři drobné, bezejmenné rybníky, severně od Hartlíkova je rozsáhlý kamenolom, severovýchodně potom Nemojovský vrch (667 m n. m.).
V Hartlíkově stojí Radňovský mlýn (dům čp. 16), který byl pravděpodobně postaven v druhé polovině 18. století.